# Mammillaria coahuilensis
Mammillaria coahuilensis ist eine Pflanzenart aus der Gattung Mammillaria in der Familie der Kakteengewächse (Cactaceae). Das Artepitheton coahuilensis bedeutet ‚aus der Gegend von Coahuila (N-Mexiko)‘.

## Beschreibung
Mammillaria coahuilensis wächst einzeln mit abgeflachten, kugeligen, blaugrünen Körper, welche bis zu 5 Zentimeter hoch und bis 5 Zentimeter im Durchmesser groß werden und an der Basis stark gehökert sind. Die Warzen sind im Querschnitt dreikantig und ohne Milchsaft. Die Axillen sind spärlich bewollt. Die Dornen sind fein behaart. Ein Mitteldorn ist gerade, nadelig und wird bis zu 0,6 Zentimeter lang. Er ist weiß mit einer braunen Spitze. Die etwa 16 Randdornen sind dünn, borstenartig, leicht flaubenartig und weiß gefärbt mit dunkler Spitze. Sie werden bis 0,6 Zentimeter lang.
Die breittrichterigen Blüten sind weiß mit mehr oder weniger ausgeprägten rosa Mittelstreifen. Sie werden bis zu 2 bis 3 Zentimeter im Durchmesser groß. Die roten Früchte sind keulenförmig und enthalten dunkelbraune Samen.

## Verbreitung, Systematik und Gefährdung
Mammillaria coahuilensis ist im  mexikanischen Bundesstaat Coahuila verbreitet.
Die Erstbeschreibung als Porfiria coahuilensis erfolgte 1926 durch Friedrich Bödeker. Reid Venable Moran stellte die Art 1953 in die Gattung Mammillaria.
In der Roten Liste gefährdeter Arten der IUCN wird die Art als „Endangered (EN)“, d. h. als stark gefährdet geführt.

## Nachweise